# Areca ipot
Areca ipot är en enhjärtbladig växtart som beskrevs av Odoardo Beccari. Areca ipot ingår i släktet Areca och familjen Arecaceae. Inga underarter finns listade i Catalogue of Life.